# Чадські мови
Чадські мови — родина в складі афразійських мов. Поширені в низці країн західної і центральної Африки, зокрема, на півночі Ніґерії, Камерун, на заході Республіки Чад, на півдні Ніґера. Серед інших афразійських мов до чадських найближчою є єгипетська мова.

## Класифікація
Всього нараховано більше 150 чадських мов і діалектних груп. Генетично вони діляться на наступні гілки:
- Північночадські (наприклад хауса)
- Центральночадські
- Південночадські

## Фонетика
Фонетика чадських мов характеризується багатим консонантизмом, є глоталізовані змичні — інʼєктиви, еєктиви, глухі, дзвінкі і емфатичні приголосні. Голосні розрізняються за довготою. Для просодичної системи характерні протиставлення тонів, що мають граматичне і лексичне значення.

## Морфологія
Для багатьох мов розрізняються чоловічий і жіночий рід іменників та займенників. Дієслова мають розвинену систему видозмінення форм, що переважно виражається аналітичними показниками, часто утворюють єдиний комплекс з особистими придієслівними показниками субʼєкта, порід?: інтенсив, ітератив, каузатив, рефлексії та ін., що висловлюються за допомогою суфіксів, внутрішньої флексії, редуплікації, іноді префіксів. В займенниках центральночадських мов протиставлені ексклюзив і інклюзив.